# Indice di Simpson
Gli indici di diversità di Simpson D e D' sono degli indici di diversità usati in statistica nel caso di popolazioni con un numero finito (nel caso dell'indice D) o infinito (nel caso dell'indice D') di elementi. venne proposto per la prima volta nel 1949 dallo statistico britannico Edward Hugh Simpson in un articolo su Nature.
{\displaystyle D=-\log {\frac {\sum _{j}N_{j}(N_{j}-1)}{N(N-1)}}=-\log {\lambda }}, dove Nj indica la numerosità della j-esima "specie" e N = Σj Nj
{\displaystyle D'=-\log \sum _{j}p_{j}^{2}=-\log \lambda '}
λ e λ' sono i corrispondenti indici di concentrazione di Simpson
{\displaystyle \lambda ={\frac {\sum _{j}N_{j}(N_{j}-1)}{N(N-1)}}}, nel caso di popolazioni finite
{\displaystyle \lambda '=\sum _{j}p_{j}^{2}} , nel caso di popolazioni infinite
Qualora sia Nj che N
tendano all'infinito allora gli indici D e λ
tendono ai corrispondenti indici  D' e λ'
con pj=Nj/N.
Il reciproco dell'indice di concentrazione λ', ovvero
l'esponenziale dell'indice di diversità D', corrispondono all'indice di Laakso-Taagepera
usato dai politologi per misurare il "numero effettivo di partiti".
In Ecologia l'indice di Simpson è utilizzato per misurare la probabilità che due individui, scelti a caso all'interno di un gruppo, appartengano alla stessa specie.